# KXAS-TV
KXAS-TV est une station de télévision américaine située à Dallas, Texas appartenant à NBC Universal et affiliée au réseau NBC.

## Histoire
La station a été lancée le 29 septembre 1948 sous les lettres d'appel WBAP-TV par les propriétaires de la radio WBAP. Elle est la première station de télévision dans l'État du Texas et son signal servait principalement le marché de Fort Worth, ignorant la ville de Dallas. Lorsque NBC les a menacé de retirer leur affiliation, WBAP a déplacé leur antenne dans la tour de transmission de WFAA en 1957. Fait à noter, WBAP était la seule station à diffuser les images de l'assassinat de John F. Kennedy en couleurs en direct le 22 novembre 1963 alors que le reste du pays diffusait en noir et blanc. L'assassinat de Lee Harvey Oswald lors de son transfert en prison le 24 novembre 1963 a aussi été diffusé en direct.
En 1974, la FCC n'acceptait plus que les propriétaires de WBAP possède aussi des journaux et des stations de radio et de télé, et cette station a été vendue à LIN TV Corporation (en), qui en a pris de contrôle durant l'été et a changé les lettres pour KXAS-TV.
En 1997, LIN a vendu 76 % de la station à NBC en échange de 24 % de la station KNSD (en) à San Diego. LIN a revendu ses parts à NBC en 2013, et a fusionné avec Media General l'année suivante.

## Télévision numérique terrestre
| Canal virtuel | Image | Ratio | Programmation                          |
| ------------- | ----- | ----- | -------------------------------------- |
| 5.1           | 1080i | 16:9  | Programmation principale KXAS / NBC HD |
| 5.2           | 480i  | 16:9  | Cozi TV                                |

Jusqu'au 20 décembre 2012, NBC DFW Nonstop était distribué en sous-canal numérique, qui a été remplacé par Cozi TV.
KXAS diffuse aussi un signal de télévision mobile sur le canal 5.1.